# レーシング・ポイント RP20
レーシング・ポイント RP20 (Racing Point RP20) は、レーシング・ポイントが2020年のF1世界選手権参戦用に開発したフォーミュラ1カーである。

## 概要
2020年2月17日、今年はスポンサーである水処理システムメーカー『BWT』の本社があるオーストリアのモンゼーで体制発表会を行った。昨年のタイトルスポンサーであったスポーツペサがわずか1年でその座を降り、代わってチームはフォース・インディア時代の2017年から主要スポンサーを務めてきた『BWT』とのタイトルスポンサー契約を結んだ。それに伴い、2020年のチーム名称が『BWT・レーシング・ポイントF1チーム』となることが発表された。その関係で前年エンジンカバーと前後ウイングに使用されたスポーツペサの青が除去され、カラーリング的にはピンク色メインに戻る形となり、むしろ、BWTのロゴの割合が大きく増えたのが特色となる。
他にも2020年1月、チームのオーナーであるローレンス・ストロール率いる投資家グループが、イギリスの有名な自動車メーカーブランド「アストンマーティン・ラゴンダ」社の株式を取得し同社の会長に就任。所有する「レーシング・ポイント」を、同社のワークス・チーム（後のアストンマーティンF1）に改変することを決定。同メーカーの名前自体は2018年からレッドブルのタイトルスポンサーという形でF1の世界に戻っていたが、2021年シーズンより61年ぶりにF1コンストラクターとして復帰することが明らかとなった。そのため、レーシング・ポイントとしては最後のフォーミュラ1カーとなった。

## 2020年シーズン

### プレシーズン
ドライバーはセルジオ・ペレスとランス・ストロールのコンビを継続。
体制発表会時のマシンは、今季のカラーリングを前年型「RP19」をベースにしたマシンに施したものであり、シェイクダウン走行も行わなかったため、プレシーズンテストまで詳細は不明であった。元々、チームの資金難の解消や前述のアストンマーティンの件もあり、ある程度の注目は集めていたが、そこに現れたのは前年のメルセデスの「W10」を彷彿させるデザインのマシンが登場し周囲を驚かせた。それに合わせ、チームからW10の模倣およびそれに伴う必要な部品をメルセデスから調達したことも明かした。
開発を指揮したテクニカルディレクターを務めるアンドリュー・グリーンは、「従来のハイレーキ型のままでは、現時点のF1レギュレーションに対応出来ない。後方を高く（ハイレーキ）した場合は、タイヤがダウンフォースに追いつけず接触圧を一定に保つのが難しくなった」と説明し、前年までのハイレーキ・コンセプトを捨てメルセデス型を模倣した背景の一部を明かしている。
ただ、外見上はW10と類似しており、空力面の設計ではW10をベースにしている部分があるのは事実だが、モノコックなどの内部構造に関しては比較すればRP20独自の部分が多く、必ずしも全てをコピーしたマシンとは言い切れない面もある。
プレシーズンテストでは、序盤から速さを見せ、記録面では総合タイムでペレスがトップ10入りを果たすなど、その速さは警戒され、外見がW10と酷似していた点やいわゆるBチーム的な手法を採用したことから「ピンクメルセデス」と揶揄された。

### 本戦
シーズンのほうはコロナウイルスの世界的流行の影響が深刻化し、F1は休止状態となり、4カ月遅れの7月にオーストリアGPでの開幕戦でスタートした。開幕戦は2台とも予選Q3進出を果たし、ストロールがリタイアに終わるものの、ペレスが入賞。第2戦は入賞圏外から順位を上げてのダブル入賞を果たした。また、第3戦の予選では2台共にQ3に進出し、メルセデスのフロントロー（1-2グリッド）に次ぐセカンドロー（3-4グリッド）と速さを見せ、メルセデスPUのユーザーが1番グリッドから4番グリッドまでを独占。シルバーストン・サーキットでの2連戦となる第4戦と第5戦だが、ペレスがパドックへの入場前に義務付けられているウイルス検査で新型コロナウイルスの陽性反応があった。これに伴い、その2戦の欠場が決定。この間の代役はペレスのかつてのチームメイトであったニコ・ヒュルケンベルグが務めた。成績の方はヒュルケンベルグが第5戦で予選3番手を獲得。チームとして両レースで入賞を記録。第8戦ではストロールがレース展開を味方につけ3位でチェッカーを受け、チームとしては初の表彰台を獲得。さらには第16戦でペレスが序盤の接触でフロアにダメージを負いつつも巧みなレース展開を見せ、チーム、そしてペレスが悲願の初優勝を獲得した。
ただ、マシン設計を巡り火種が燻り、そのうち、ルノーは第2戦後に正式にRP20のブレーキダクトが規約違反であるとFIAへ抗議。第3戦以降もその点の抗議をし続けた。その根拠は、ブレーキダクトの設計及び製造は2020年シーズンから他チームから入手できないリステッドパーツ（独自開発が義務付けられている部品という意味）のリストに加わったことから、この点に抵触しているとした。一方でレーシング・ポイント側はリストに加わる前の2019年に開発しており、少なくとも、ルノー側の主張する点は回避していると反論した。ただ、ルノーに関しては、昨年の日本GPで、ルノーはレーシング・ポイントからブレーキバイアス調整システムをドライバーの操作無しに自動調整している点をFIAに指摘されて2台が失格裁定を受けてポイントを失っており、今回のルノーの抗議は日本GPでの出来事の報復ではないかという見方もあった。
最終的に第5戦前に、この件に関しては違反している部分があると結論づけられ、罰金40万ユーロとコンストラクターズポイント15点減点の処分が下された。ただし、問題のブレーキダクトについては違反個所を回避して設計することなどが困難なことから今後も使い続けたとしても追加の処分の対象にはしないという扱いとなった。判定内容だが、フロント部分はあくまでチームがW10のアイデアを取り入れた独自設計であると判断。ただ、リア部分は独自ではなくメルセデスの設計を事実上流用したものであるためそちらは違反していると認定。ただし、グレーゾーンの明確化をしていなかったFIAにも責任があるという但し書きが付け加えられた。ここでややこしいのが、違反箇所があると認定されたが、あくまで成績除外といったシーズンの成績を左右する厳しい処分も含まれる技術規約への違反ではなく、減点や失格といった個々の処分が中心の競技規約での違反という点である。今回は技術規約に違反した形でコピーはしていないものの、コピーによってコスト削減に成功するといった競技面での優位性を得たことは違反であるとした。だが、FIAがそれらの管理に失敗したことも今回の騒動の一因であり、その責任をチームに負わせるのは無理があるとされた。それに不満を持った数チームが一旦は控訴したものの、最終的に控訴が取り下げられ、この問題については一旦決着がつくこととなった。
コンストラクターズランキングはマクラーレンとの3位争いが繰り広げられた。最終的に先述の違反により15ポイントが剥奪されたこと、最終戦にてペレスがリタイアしてしまったことやマクラーレン2台のダブル入賞が影響してしまったが、今年最後となるレーシング・ポイントとしてチーム最高位となる4位を獲得し、翌年から活動するアストンマーティンに期待を寄せる形でシーズンを終えた。

## スペック
- 型式: RP20
- シャシー: カーボンファイバーコンポジットモノコック、ザイロン側面貫通防止パネル
- サスペンション: アルミニウム製アップライト、カーボンファイバーコンポジットウィッシュボーン、トラックロッド&プッシュロッド、インボードシャシーマウントトーションスプリング、ダンパー&アンチロールバー
- ホイール: BBS（フロント: 13″ x 13.7″、リア：13″ x 16.9″）
- クラッチ: APレーシング
- タイヤ: ピレリ P-Zero
- ブレーキシステム: ブレンボ ブレーキキャリパー、自社製ブレーキ・バイ・ワイヤ、カーボンファイバー製ディスク&パッド
- 全幅: 2,000mm
- 全高: 5,600mm
- 重量: 746kg（ドライバー含む、燃料除く）、ウエイト配分 45.4%〜46.4%
- パワーユニットサプライヤー: メルセデスAMG・ハイパフォーマンス・パワートレインズ
- パワーユニットスペック: BWTメルセデス[18]（メルセデスAMG F1 M11 EQ Performance） 1.6リッター V6ターボ+ERS
- トランスミッション: メルセデス 8速、セミオートマチック パドルシフト

## 記録
（key）
| 年   | No. | ドライバー       | AUT | STY | HUN | GBR | 70A | ESP | BEL | ITA | TUS | RUS | EIF | POR | EMI | TUR | BHR | SKR | ABU | ポイント  | ランキング |
| ---- | --- | ---------------- | --- | --- | --- | --- | --- | --- | --- | --- | --- | --- | --- | --- | --- | --- | --- | --- | --- | --------- | ---------- |
| 2020 | 11  | ペレス           | 6   | 6   | 7   | WD  |     | 5   | 10  | 10  | 5   | 4   | 4   | 7   | 6   | 2   | 18† | 1   | Ret | 195 (210) | 4位        |
| 2020 | 27  | ヒュルケンベルグ |     |     |     | DNS | 7   |     |     |     |     |     | 8   |     |     |     |     |     |     | 195 (210) | 4位        |
| 2020 | 18  | ストロール       | Ret | 7   | 4   | 9   | 6   | 4   | 9   | 3   | Ret | Ret | WD  | Ret | 13  | 9   | Ret | 3   | 10  | 195 (210) | 4位        |

- 太字はポールポジション、斜字はファステストラップ
- † 印はリタイアだが、90%以上の距離を走行したため規定により完走扱い。
- 本車両で使用するブレーキダクトの設計プロセスが競技規則に違反していたため、15点が減点された（ドライバーズポイントは減点なし）[14]